# Sammy Wanjiru
Samuel Kamau Wanjiru (10 tháng 11 năm 1986 – 15 tháng 5 năm 2011) là một vận động viên Kenya chuyên về chạy đường dài. Anh đã trở thành một chuyên gia ở độ tuổi trẻ và đã phá vỡ kỷ lục thế giới trong môn bán marathon khi mới 18 tuổi. Trong năm 2007, anh đã phá vỡ đường chạy trên đường dài 20 km và nâng cao kỷ lục marathon half hơn 20 giây.
Anh đã chuyển đến cuộc chạy đua đầy đủ và giành được sự kiện này tại Thế vận hội Bắc Kinh 2008 với thời gian kỷ lục Olympic là 2:06:32; trở thành người Kenya đầu tiên giành huy chương vàng Olympic trong cuộc chạy đua. Anh trở thành người đoạt huy chương vàng trẻ nhất trong môn Marathon kể từ năm 1932. Năm sau, anh giành được cả Marathon London và Chicago Marathon, thành tích chạy nhanh nhất từng được ghi nhận ở Anh và Hoa Kỳ. Anh vẫn giữ danh hiệu Chicago năm 2010 trong một mùa giải đầy chấn thương.
Năm 2011, Samuel Kamau Wanjiru qua đời sau khi rơi xuống một ban công tại tư gia ở Nyahururu sau một tranh chấp trong nước. Cảnh sát vẫn chưa chắc chắn liệu cái chết của anh có phải là tự sát, giết người, hoặc tình cờ.

## Sự nghiệp

### Sự nghiệp ban đầu
Samuel Wanjiru sinh ra ở Nyahururu, huyện Laikipia, một thị trấn ở Thung lũng Rift, cách thủ đô Nairobi. khoảng 150 km về phía tây bắc. Và được nuôi dưỡng cùng với anh trai Simon Njoroge trong cảnh đói nghèo bởi mẹ anh Hannah Wanjiru, con gái của Samuel Kamau. Wanjiru lấy tên mẹ của mình như một họ, bởi vì cô ấy là một bà mẹ độc thân. Anh bỏ học năm 12 tuổi, bởi vì họ khanh thể trả học phí.
Wanjiru bắt đầu chạy vào năm 8 tuổi. Năm 2002, anh chuyển đến Nhật Bản và đến trường trung học Sendai Ikuei Gakuen ở Sendai. Anh đã thành công trên mạch nước ngoài của Nhật Bản, nơi anh đã giành được Quốc gia Fukuoka quốc tế Cross năm mười sáu tuổi vào năm 2003. Anh đã tiếp tục giành chiến thắng trong cả hai Fukuoka và Chiba Quốc tế Cross Country liên tiếp trong năm 2004 và 2005. Sau khi tốt nghiệp vào năm 2005, anh gia nhập đội thể thao Toyota Kyūshū, huấn luyện viên của huy chương bạc vận hội năm 1992 Koichi Morishita.
Wanjiru có 5000m tốt nhất là 13:12:40, chạy như lúc 17 tuổi vào tháng 4 năm 2004 tại Hiroshima, Nhật Bản. Ở tuổi 18, Wanjiru đã phá vỡ kỷ lục thế giới marathon một nửa vào ngày 11 tháng 9 năm 2005 tại Rotterdam Half Marathon với thời gian là 59:16 phút, chính thức đánh bại kỷ lục nửa giờ marathon của Paul Tergat là 59:17 phút. Điều này đã được khởi động trước đó hai tuần bằng việc tăng kỷ lục thế giới 10.000 m bằng cách giành được khoảng 23 giây trong Cuộc đua Tưởng niệm Van Damme của Liên đoàn Vàng IAAF vào ngày 26 tháng 8. Thời gian WJR của anh ta là 26: 41.75 đã đủ tốt cho vị trí thứ ba trong cuộc đua bên cạnh kỷ lục thế giới 26: 17.53 của Kenenisa Bekele và Boniface Kiprop 26: 39.77. Đó là Kiprop, người đã giữ ngôi sao thế giới trước đây (27: 04.00 phút), được thiết lập tại cuộc họp tương tự năm trước.

### Các kỷ lục thế giới và huy chương vàng Olympic
Wanjiru đã lấy lại kỷ lục thế giới bán marathon, mà Haile Gebrselassie đã phá vỡ vào đầu năm 2006 với 58:53 phút vào ngày 9 tháng 2 năm 2007 tại bán marathon Ras Al Khaimah và đã cải thiện nó thành 58:33 vào ngày 17 tháng 3 năm 2007 trong City-Pier-City Loop tại The Hague, Hà Lan. Trong khi cải thiện kỷ lục của mình, anh đã ghi lại một khoảng thời gian không chính thức 55:31 cho 20 km, nhanh hơn so với kỷ lục thế giới của Haile Gebrselassie nhưng không được phê chuẩn do phương pháp thời gian trong cuộc đua.

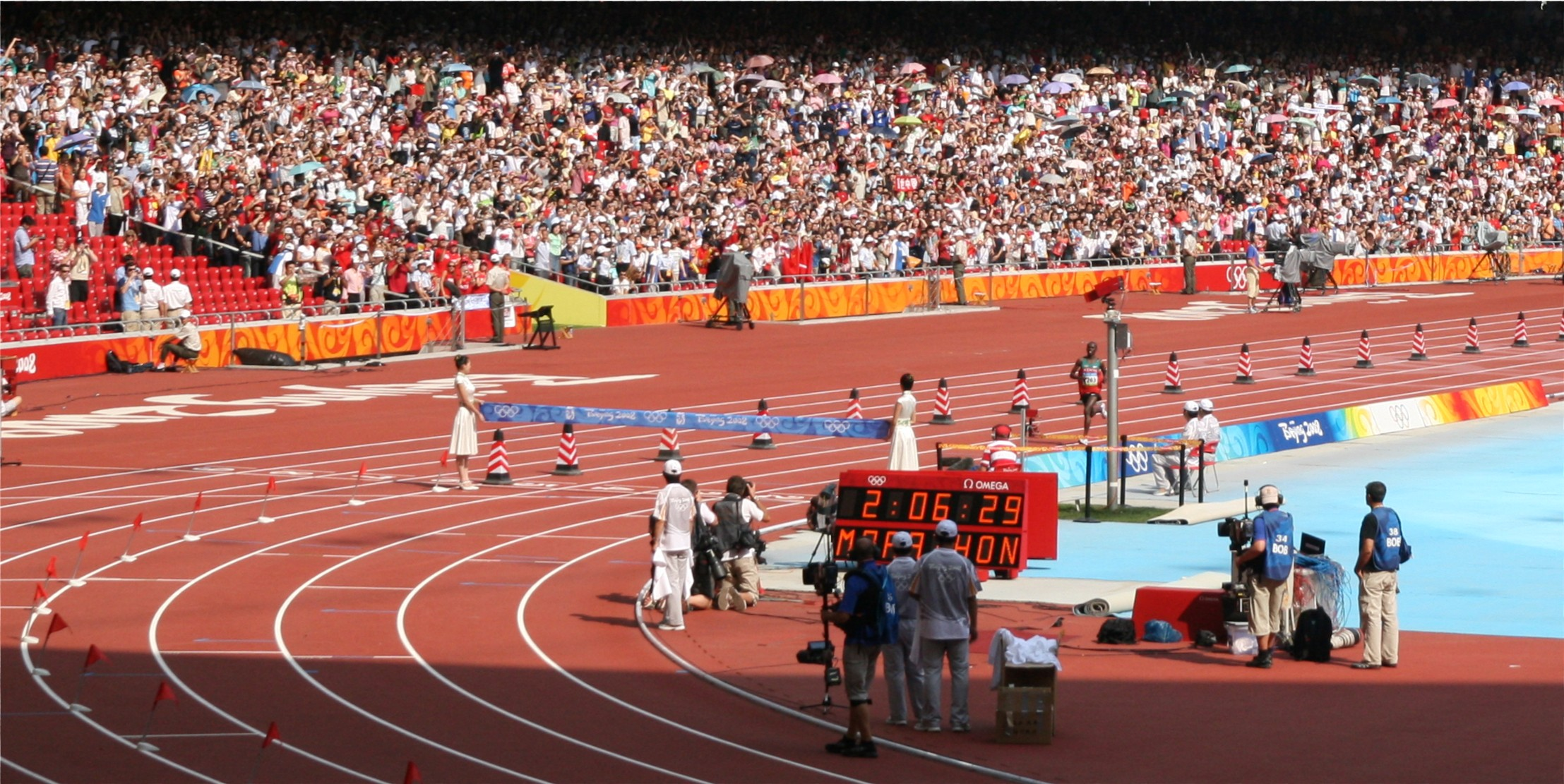
Wanjiru đến đích tại Thế vận hội mùa hè 2008.

Wanjiru đã ra mắt marathon tại Fukuoka Marathon vào ngày 2 tháng 12 năm 2007, chiến thắng nó ấn tượng với một kỷ lục chạy 2:06:39.. Anh bắt đầu năm 2008 bằng việc giành giải Half Marathon Quốc tế Zayed và nhận giải thưởng trị giá 300.000 đô la Mỹ. Trong cuộc thi Marathon London năm 2008, anh đã đứng thứ nhì, phá vỡ 2:06 lần đầu tiên. Trong Thế vận hội mùa hè 2008, Wanjiru đã giành huy chương vàng marathon trong thời gian kỷ lục Olympic là 2:06:32, đánh bại kỷ lục trước đó là 2:09:21 do Carlos Lopes của Bồ Đào Nha tổ chức vào Thế vận hội 1984. Anh đã nhận được Giải thưởng Thế giới Vận động viên của Năm của AIMS năm đó để ghi nhận những màn trình diễn của anh.

### Chiến thắng ở London và Chicago
Tại Granollers Half Marathon vào tháng 2 năm 2008, trong đó Wanjiru thắng, người Kenya đã tuyên bố ý định của mình cho tương lai, và nói rằng, "trong 5 năm tới, tôi cảm thấy có khả năng châm ngòi một khoảng thời gian 2 tiếng để tham gia marathon."  Tháng 4 năm 2009, Wanjiru đã giành được Marathon London trong khoảng thời gian 2:05:10, một kỷ lục cá nhân mới và cũng là một kỷ lục khóa học mới. Anh hài lòng với thành tích này và tuyên bố rằng anh hy vọng phá kỷ lục thế giới của Haile Gebrselassie trong tương lai gần. Tại giải bán marathon Rotterdam, Wanjiru đạt tốc độ 1:01:08 ngày 13 tháng 9, đã giành được Sammy Kitwara với thời gian 58:58.. Vào tháng 10 năm 2009, Wanjiru giành được vận đơn Chicago Marathon trong khoảng thời gian 2:05:41, lập kỷ lục khóa học mới cho thành phố và thời gian chạy marathon nhanh nhất từ trước tới nay tại Hoa Kỳ. Những chiến thắng tại London và Chicago đã giúp anh đạt được vị trí cao nhất trong bảng xếp hạng Marathon Majors của năm 2009, kiếm được khoản tiền 500.000 USD.
Anh đã đăng ký để bảo vệ danh hiệu của mình tại Marathon London năm 2010, nhưng gặp phải rắc rối đầu gối tại điểm giữa của cuộc đua và quyết định bỏ ra để tránh chấn thương hơn nữa - lần đầu tiên trong sáu marathon rằng anh đã không kết thúc. Anh đã chọn để chạy ở Chicago Marathon 2010 vào tháng 10, nhưng một virus dạ dày trước khi cuộc đua đã làm tổn hại đến sự chuẩn bị của anh và anh bước vào cuộc cạnh tranh với mục tiêu thấp hơn để đạt được ba đầu. Tsegaye Kebede đã có cơ hội để dẫn dắt một đội hình, nhưng Wanjiru (mặc dù thiếu phong độ thể lực cao điểm) đã kiên trì với tốc độ và bắt kịp với người Ethiopia. Anh đã dẫn đầu trong 400 m cuối cùng để bảo vệ danh hiệu của mình ở Chicago với thời gian 2:06:24. "Đó là điều ngạc nhiên lớn nhất tôi từng thấy trong cuộc đời mình", nhận xét huấn luyện viên của anh, Federico Rosa, về màn trình diễn.

## Cuộc sống cá nhân
Wanjiru kết hôn với Mary Wacera, một người chạy đường dài trong năm 2009 và cả hai đã có một đứa con (Ann) năm 2010. Anh ấy đã cưới Triza Njeri trong một buổi lễ truyền thống và có hai con, mặc dù cuộc hôn nhân của Wanjiru và Wacera đã có hiệu lực pháp lý.
Tháng 12 năm 2010, Wanjiru đã bị cảnh sát Kenya bắt giữ tại nhà anh ở Nyahururu và buộc tội đe dọa giết vợ và sở hữu một khẩu AK-47. Anh đã phủ nhận cả hai cáo buộc và tuyên bố rằng anh bị vu khống.
Wanjiru và vợ là Triza Njeri, một bác sĩ thẩm mỹ, có con gái Anne Wanjiru và con trai Simon Njoroge  Wanjiru cũng có một người vợ thứ ba, Judy Wambui Wairimu, người đã mang thai khi anh qua đời và đã có một đứa con trai.
Người anh họ của Wanjiru là Joseph Riri là một người chạy marathon đẳng cấp thế giới, và em trai của Wanjiru, Simon Njoroge, cũng là một người chạy bộ đường dài.

## Cái chết
Vào ngày 15 tháng 5 năm 2011, Wanjiru đã chết vì rơi ra khỏi ban công tại nhà của anh ở Nyahururu. Wanjiru dường như đã bị thương tích bên trong sau khi ngã và đã được xác nhận là đã chết bởi bác sĩ tại một bệnh viện gần đó sau những cố gắng cứu chữa bị thất bại.
Cảnh sát cho biết vợ của Wanjiru, Triza Njeri, đã về nhà để tìm anh ta trên giường với một phụ nữ khác. Cô khóa cặp vợ chồng trong phòng ngủ và chạy ra ngoài. Wanjiru sau đó nhảy ra khỏi ban công. Cảnh sát không chắc liệu Wanjiru có ý định tự sát hay nhảy ra khỏi cơn thịnh nộ, và đang điều tra các tình huống liên quan đến Njeri và người bạn gái đồng hành của mình, dẫn đến cái chết của anh.

## Tham khao
1. 1 2 3  Macharia, James (ngày 15 tháng 5 năm 2011). "Samuel Wanjiru Dead: Olympic Gold Medalist Dies At 24". Huffington Post. USA. Reuters. Truy cập ngày 15 tháng 5 năm 2011.
2. ↑  "Kenya Olympic marathon star Sammy Wanjiru dies in fall". BBC News. ngày 16 tháng 5 năm 2011. Truy cập ngày 16 tháng 5 năm 2011.
3. 1 2  "Obituary". Daily Telegraph. ngày 16 tháng 5 năm 2011. Truy cập ngày 25 tháng 7 năm 2011.
4. ↑  "Wanjiru mother arrested". The Standard. ngày 4 tháng 6 năm 2011. Bản gốc lưu trữ ngày 12 tháng 8 năm 2016. Truy cập ngày 12 tháng 5 năm 2016.
5. ↑  "Bản sao đã lưu trữ". Bản gốc lưu trữ ngày 28 tháng 3 năm 2012. Truy cập ngày 25 tháng 4 năm 2017.
6. ↑  Nakamura, Ken (ngày 20 tháng 2 năm 2005). "Niiya, Yamanaka, Sato and Wanjiru excel in Chiba Cross Country". IAAF. Truy cập ngày 12 tháng 5 năm 2016.
7. ↑  "Olympics: Wanjiru aims for Beijing gold". Daily Nation. ngày 19 tháng 7 năm 2008. Bản gốc lưu trữ ngày 20 tháng 7 năm 2008. Truy cập ngày 19 tháng 7 năm 2008. {{Chú thích báo}}: Đã định rõ hơn một tham số trong |archivedate= và |archive-date= (trợ giúp); Đã định rõ hơn một tham số trong |archiveurl= và |archive-url= (trợ giúp)
8. ↑  "World Records ratified". IAAF. ngày 17 tháng 11 năm 2009. Lưu trữ bản gốc ngày 23 tháng 10 năm 2012. Truy cập ngày 25 tháng 4 năm 2017.
9. ↑  "58:53 Half Marathon World Record by Wanjiru in Ras al Khaimah". IAAF. ngày 9 tháng 2 năm 2007. Truy cập ngày 12 tháng 5 năm 2016.
10. ↑  Minshull, Phil (ngày 20 tháng 2 năm 2009). "Makau produces second fastest time ever, Tune clocks national record at RAK Half Marathon – updated". IAAF. Truy cập ngày 12 tháng 5 năm 2016.
11. ↑  "2:06:39 debut victory for Wanjiru in Fukuoka". IAAF. ngày 2 tháng 12 năm 2007. Truy cập ngày 12 tháng 5 năm 2016.
12. ↑  Negash, Elshadai (ngày 1 tháng 3 năm 2008). "Wanjiru and Kiplagat win Shekih Zayed Half in Abu Dhabi". IAAF. Truy cập ngày 12 tháng 5 năm 2016.
13. ↑  "Marathon gold for Kenya's Wanjiru". BBC Sport. ngày 24 tháng 8 năm 2008.
14. ↑  AIMS/ASICS World Athlete of the Year Awards Lưu trữ ngày 10 tháng 1 năm 2011 tại Wayback Machine. AIMS. Truy cập ngày 2 tháng 8 năm 2010.
15. ↑  "Wanjiru takes overwhelming Half Marathon win; Domínguez PB in Granollers". IAAF. ngày 2 tháng 2 năm 2009. Truy cập ngày 12 tháng 5 năm 2016.
16. ↑  "London Marathon 2009". BBC Sport. ngày 26 tháng 4 năm 2009. Truy cập ngày 26 tháng 4 năm 2009.
17. ↑  "Kitwara blazes 58:58 in Rotterdam". IAAF. ngày 14 tháng 9 năm 2009. Lưu trữ bản gốc ngày 26 tháng 12 năm 2009. Truy cập ngày 19 tháng 9 năm 2009.
18. ↑  "Kenyan man, Russian woman win Chicago Marathon titles". Chicago Breaking News. ngày 9 tháng 10 năm 2009. Lưu trữ bản gốc ngày 13 tháng 10 năm 2009. Truy cập ngày 10 tháng 10 năm 2009.
19. ↑  Butcher, Pat (ngày 20 tháng 10 năm 2009). "Wanjiru vs Tadese set for half marathon in Abu Dhabi". IAAF. Truy cập ngày 12 tháng 5 năm 2016.
20. ↑  Longman, Jeré (ngày 10 tháng 10 năm 2010). "After a Final Push, a Repeat Winner in Chicago". The New York Times. Truy cập ngày 10 tháng 10 năm 2010.
21. ↑  Ferstle, Jim (ngày 10 tháng 10 năm 2010). "Wanjiru and Shobukhova defend titles in Chicago – Updated". IAAF. Lưu trữ bản gốc ngày 13 tháng 12 năm 2010. Truy cập ngày 14 tháng 10 năm 2010.
22. ↑  Epstein, David (ngày 16 tháng 4 năm 2012). "To Run In Kenya, To Run In The World". Sports Illustrated. CNN. Truy cập ngày 12 tháng 5 năm 2016.
23. ↑  "Kenyan Olympic winner Wanjiru charged over death threat". BBC Sport. ngày 30 tháng 12 năm 2010. Truy cập ngày 30 tháng 12 năm 2010.
24. ↑  "Kenyan marathon champ charged with attempted murder". AFP. ngày 30 tháng 12 năm 2010. Bản gốc lưu trữ ngày 4 tháng 1 năm 2011. Truy cập ngày 30 tháng 12 năm 2010. {{Chú thích báo}}: Đã định rõ hơn một tham số trong |archivedate= và |archive-date= (trợ giúp); Đã định rõ hơn một tham số trong |archiveurl= và |archive-url= (trợ giúp)
25. ↑  "DNA tests 'confirm' Wanjiru is the father of son". 98.4 Capital FM. ngày 18 tháng 4 năm 2012. Truy cập ngày 19 tháng 4 năm 2012.
26. ↑  "Wanjiru, Kenya's next marathon great?". IAAF. ngày 16 tháng 12 năm 2007. Truy cập ngày 12 tháng 5 năm 2016.
27. ↑  Longman, Jere (ngày 16 tháng 5 năm 2011). "Mystery Remains in Death of Marathon Champion". The New York Times.